# Casey Jones (chanson)
Pour les articles homonymes, voir Casey Jones et Jones.
Casey Jones est une chanson du groupe de rock Grateful Dead. La musique a été écrite par Jerry Garcia, et les paroles par Robert Hunter. Cette chanson apparait pour la première fois sur leur album de 1970 Workingman's Dead. Elle a été jouée sans discontinuer de 1969 à 1995.
Casey Jones, qui inspira cette chanson, était un héroïque conducteur de train américain de la fin du XIXe siècle.